# Wayne Enterprises
Pour les articles homonymes, voir Wayne.
 (octobre 2015).
Si vous disposez d'ouvrages ou d'articles de référence ou si vous connaissez des sites web de qualité traitant du thème abordé ici, merci de compléter l'article en donnant les références utiles à sa vérifiabilité et en les liant à la section « Notes et références ».
WayneCorp, après Wayne-Powers, parfois Wayne Incorporated) est un conglomérat fictif de l'Univers DC, possédé par le richissime Bruce Wayne et dirigé par Lucius Fox dans la série de comics Batman créé par Bob Kane et Bill Finger en 1939.
L'entreprise Wayne, en tant que comptoir marchand, est fondée à Gotham City par les ancêtres marchands de la Famille Wayne au XVIIe siècle. L'entreprise Wayne change de destination lorsque Alan, l'héritier du juge Solomon Wayne, crée la Compagnie maritime Wayne (Wayne Shipping) et l'entreprise de chimie Wayne (Wayne Chemical) dans la même ville. WayneCorp est officiellement fondée au XIXe siècle. La tour de l'entreprise est située au coin de la 23e rue et 10e avenue dans Midtown.
Au début du XXIe siècle, Wayne Enterprises atteint une moyenne de revenus annuels de plus de $ 98,5 milliards.
En plus de fournir un revenu à Bruce Wayne, les diverses activités de l'organisation facilitent les activités secrètes de Batman.
Selon "Forbes 25 largest fictional companies", le conglomérat a une valeur à la vente de $ 31,3 milliards, le plaçant à la 11e position du classement,

## Historique de la Compagnie
WayneCorp est fondée à Gotham City au XVIIe siècle. Officiellement, elle ne devient une véritable entreprise qu'au XIXe siècle sous la direction d'Alan Wayne. Elle prospère jusqu'à devenir l'un des dix plus grands conglomérats multinationaux au Monde. Aujourd'hui, WayneCorp continue à atteindre l'excellence dans un large éventail de secteurs et de marchés de l'industrie. Elle emploie quelque 170 000 personnes dans 170 pays. L'actuel Directeur général et Président du conseil d'administration, Bruce Wayne, continue à moderniser l'entreprise et à développer ses activités dans le secteur financier et dans les techniques de pointe.
Bruce Wayne est l'actionnaire majoritaire de Wayne Enterprises. Il possède ou contrôle 51 % des actions ordinaires. Avec, en sus, 30 % des actions aux mains de ses alliés, Bruce Wayne peut prévenir toute tentative hostile de prise de contrôle de la société par quelqu'un cherchant par là même à contrôler le vaste empire Wayne. Le Directeur général par intérim, Lucius Fox, et la vice-directrice des finances, Miss Wells, travaillent en étroite collaboration avec Bruce Wayne pour s'informer et s'assurer que les votes des principaux actionnaires aillent en faveur du conseil d'administration, assurant à Bruce Wayne et ses dirigeants, le contrôle de toutes les décisions, des politiques et procédures opérationnelles de l'entreprise. La société est le huitième plus grand conglomérat international dans l'univers DC.

### Wayne Foods
Wayne Foods est une filiale peu connue de Wayne Enterprises qui a son siège au centre-ville de Gotham City. L'entreprise est lancée en 1872 par un immigrant irlandais, Patrick Toole, sous le nom "Toole & Sons Food Merchants". Le succès de l'entreprise repose sur l'importation de produits irlandais à bas coût qui peuvent être revendus plus cher sur le marché américain. En 1905, il y a cinq magasins Toole & Sons à Gotham City. Patrick Toole meurt à l'âge de 72 ans en 1919, laissant l'entreprise à son fils aîné, Thomas Toole. Thomas est désireux d'étendre son commerce à tous les États-Unis; cependant, le déclenchement de la guerre en Europe en 1914, touche durement les lignes commerciales entre l'Irlande et Gotham. En 1918, à la fin de la guerre, Toole & Sons Food Merchants est proche de la banqueroute. Thomas, incapable de conserver l'héritage de son père, se suicide en 1922 à 43 ans. Le second plus jeunes des frères Toole, Rory, reprend l'entreprise et met immédiatement en vente tous les actifs avant le début de la liquidation.
En 1925, l'affaire est rachetée par la Famille Wayne, qui tient à préserver une partie importante de l'histoire de la vente au détail de Gotham. En moins d'une année, l'entreprise recommence à être bénéficiaire, et à la fin de la Seconde Guerre mondiale, Toole & Sons stores contrôle plus de 60 % de tout le commerce de détail de la ville. C'est grâce à la diversification de la gamme de produits et à l'ouverture à de nouveaux marchés en dehors de l'Irlande et à l'intérieur des États-Unis. En 1956, Toole & Sons stores prend le nom de Wayne Foods.
Aujourd'hui, Wayne Foods se concentre sur le marché des denrées particulières et haut de gamme. Bien qu'elle ne domine plus le marché comme elle le faisait à partir de la fin des années 1950 jusqu'au milieu des années 1980, Wayne Foods continue de générer des revenus importants pour Wayne Enterprises.

### Wayne Shipping
Wayne Shipping possède des dizaines de cargos et gère trois milliards et demi de tonnes de fret chaque mois. Batman l'utilise pour avoir une vue de l'intérieur sur la contrebande et le trafic de drogue. En 1986, Wayne Shipping fusionne avec PAAL Ship Corporation, formant la plus grande entreprise au monde de transport commercial de métaux précieux. En 1988, l'ancien Directeur général de PAAL, Andreas Milanic, fait entrer avec succès Wayne Shipping au New York Stock Exchange. La Famille Wayne possède actuellement 57 % de la compagnie, le second fils de Milanic, Dragoslav, 20 % (les 23 % restants sont de propriété publique). Malgré un manque d'investissement depuis la fusion, l'entreprise reste un acteur important dans le transport maritime mondial.

### Wayne Yards
Wayne Yards est une entreprise de construction navale aussi bien de navires de guerre que de navires commerciaux ou privés. Actuellement, l'entreprise construit un porte-avions de Classe Nimitz à Gotham. Les installations de Wayne Steel et Wayne Yards permettent de réparer un grand nombre de croiseurs et de destroyers. Ces entreprises ont également des contacts dans les plus hautes sphères de la Navy et des affaires maritimes globales.

### Wayne Industries
Wayne Industries est une société de recherche et développement à des fins industrielles. La société étudie, recherche et développe des moyens de nettoyage des centrales nucléaires à fission et à fusion. Elle possède également de nombreuses usines et unités de travail standards. La société est fortement impliquée dans le circuit de développement de machines industrielles telles que, la fabrication de machines lourdes, de moteurs, de systèmes pneumatiques et de systèmes de grande envergure. En outre, Wayne Industries est également impliquée dans la fabrication de vêtements. Wayne Industries possède également Wayne Mining, ainsi que les quelques centrales électriques dont la société est propriétaire. Les mines de Wayne Mining produisent principalement de l'or et des pierres précieuses en Afrique.

### Wayne Medical
Wayne Medical est une compagnie sœur de Wayne Biotech. Elles ont cependant chacune leurs propres domaines de recherche et de travail. Wayne Medical possède la plupart du système de soins et de santé de Gotham. Elle fait des études sur le cancer et le sida en collaboration avec Wayne Biotech. Wayne Medical se focalise plus sur la recherche que sur le traitement en soi des maladies. Elle entretient et gère de nombreux hôpitaux dans Gotham City et aide la Fondation Wayne pour les orphelinats

### Wayne Electronics
Wayne Electronics est un large consortium qui fabrique des appareils de musique portables, des lecteurs de DVD & Blu-ray, cameras, appareils photographiques, instruments de mesure, scanners, équipement de surveillance et autres appareils électroniques. Ses autres branches incluent les technologies de l'information, les réseaux câblés et sans fil, ainsi que les systèmes d'exploration spatiale et les satellites. Wayne Electronics a également des contrats avec l'industrie aérospatiale, nautique ou militaire.

### Wayne Entertainment
Wayne Entertainment possède de nombreux stades et salles de spectacle à Gotham et loue le Sommerset Stadium à l'équipe des Monarchs de Metropolis. En outre, Wayne Entertainment travaille en partenariat avec plusieurs agences de mannequins et entreprises de communication, et offre un grand nombre de contacts et d'informations. Le journal The Daily Planet, où Clark Kent et sa femme Lois Lane travaillent est géré par Wayne Entertainment. Wayne Entertainment est en compétition directe avec WGBS (géré par Galaxy Communications) et LexCom (géré par LexCorp). Ces entreprises, avec d'autres entreprises de télévision et de cinéma, fournissent les mêmes services que Wayne Entertainment. À travers Wayne Entertainment, Batman a des contacts dans les médias et dans l'industrie des loisirs.

## Fondation Wayne
La Fondation Wayne est la holding de la Fondation Thomas Wayne et de la Fondation Martha Wayne. La Fondation Wayne finance la recherche scientifique et aide les chercheurs en fournissant des installations et des moyens de formation.
La Fondation a son propre immeuble nommé le Wayne Foundation Building, incluant un appartement-terrasse dans lequel Batman vécu pendant un certain laps de temps. Il dispose également d'un ascenseur secret qui mène à une sorte de Batcave dans un sous-sol secret sous le bâtiment.
Grâce à la Fondation Wayne et ses organisations sous-jacentes, Wayne répond aux problèmes sociaux qui encouragent la criminalité et aide les victimes d'une manière que son personnage de Batman ne peut pas, tout en entretenant également un vaste réseau de connexions dans le monde des organismes de bienfaisance. Par ce moyen, il découvre les dernières tendances et les nouveautés dans le domaine des arts, et en même temps maintient des connexions dans les rues grâce aux soupes populaires et aux services sociaux, qui amplifie ses efforts de lutte contre la criminalité.

### Fondation Thomas Wayne
La Fondation Thomas Wayne est une fondation pour la médecine et l'aide médicale. Comme la Fondation Nobel, la Fondation Thomas Wayne décerne chaque année des prix récompensant les progrès médicaux et l'engagement à vie. La Fondation Thomas Wayne est également responsable du financement de la "Thomas Wayne Memorial Clinic" située à Park Row, dans la tristement célèbre "Allée du Crime" de Gotham. La Fondation finance et gère des douzaines d'autres cliniques gratuites à travers Gotham et dans d'autres villes difficiles comme Blüdhaven. C'est le Dr Leslie Thompkins, mère de substitution de Bruce Wayne, qui dirigera la Thomas Wayne Memorial Clinic et régira les autres cliniques jusqu'à son départ de Gotham.

### Fondation Martha Wayne
La Fondation Martha Wayne est une fondation protectrice et défenseure des arts, de la famille, de l'éducation et de la tolérance. La fondation soutient et aide à gérer un certain nombre d'orphelinats et d'écoles gratuites, et fournit des enseignants à ceux qui ont des difficultés scolaires. Les artistes peuvent lui demander des subventions pour les aider à promouvoir leurs arts. La Fondation sponsorise des entreprises telle la Family Finders Inc. à Gotham, une organisation dont le but est de retrouver les personnes disparues et de réunir les familles. La Fondation Martha Wayne finance et gère des dizaines de soupes populaires dans la ville.

## Dans les autres médias

### Télévision

#### Univers DC d'animation
- Dans les séries télévisées d'animation Batman de 1992 et de 1997, Wayne Enterprises est dirigée à la fois par Bruce Wayne et Lucius Fox. Plusieurs sociétés concurrentes, y compris Dagget Industries dirigée par Roland Daggett, tentent de prendre le contrôle de Wayne Entreprises. Lorsque Ferris Boyle, Directeur général de GothCorp, est arrêté, Wayne Enterprises aide cette dernière à se maintenir à flot sans avoir à licencier d'employés. Wayne Enterprises et LexCorp créent, en partenariat, une société, la Waynelexes, destinée à développer des drones éclaireurs cybernétiques. Bruce résilie le contrat après que Lex Luthor ait créé plusieurs prototypes militaires de grandes dimensions, en violation de la clause, approuvée conjointement, prévue dans leur accord, ainsi qu'à cause de la participation de Lex à la mise à sac de Metropolis par le Joker. Wayne Enterprises embauche également Arnold Wesker à sa sortie de l'asile d'Arkham.

- Dans Batman, la relève, le vieux Bruce Wayne se défend contre les nombreuses tentatives hostiles de prise de contrôle par l'astucieux industriel Derek Powers de Powers Technology. Cependant, peu de temps après que Bruce ait pris sa retraite en tant que Batman, Powers réussit à fusionner les deux entreprises en une seule, la Wayne-Powers Entreprises. Powers utilise les ressources de l'entreprise pour de nombreuses transactions commerciales illégales, y compris la fabrication d'armes biologiques pour des États voyous. Lorsque l'identité criminelle secrète de Powers, Blight, est découverte, c'est son fils Paxton qui devient le nouveau Directeur général. Peu après, Paxton est à son tour arrêté après avoir tenté d'assassiner Bruce et pour plusieurs vols d'œuvre d'art de grande envergure. Finalement, Bruce récupère l'entreprise à la fois comme Directeur général et comme Président du conseil d'administration. Il renomme à nouveau la société en Wayne Enterprises.

#### Les Jeunes Titans
- Dans un épisode de Teen Titans : Les Jeunes Titans, lorsque Robin quitte le groupe pour rejoindre Slade, les quatre Jeunes Titans restants le combattent au-dessus de l'immeuble de Wayne Enterprises, détruisant les lettres "A" et "Y" dans la bagarre.

#### Batman(2004)
- Dans la série télévisée d'animation Batman de 2004, Wayne Enterprises apparait sous le nom de Wayne Industries. Dans l'épisode "Règlement de comptes" (The Big Heat), Wayne Industries affronte GothCorp pour le contrôle de l'Hôpital de l'enfance. Bien que GothCorp ait remporté le vote du conseil municipal, la décision est inversée lorsqu'il est révélé que Gothcorp est coupable de sabotage industriel et d'avoir embauché Firefly. Le contrat avec l'Hôpital de l'enfance revient finalement à Wayne Industries.

#### La Ligue des Justiciers: Nouvelle Génération
- On aperçoit brièvement la filiale de Metropolis de Wayne Enterprises dans l'épisode 5, L'Apprentissage (Schooled), de la première saison de La Ligue des Justiciers : Nouvelle Génération. Dans l'épisode 6, Infiltré (Infiltrator), on découvre la filiale de Philadelphie de Waynetech, attaquée par un essaim de nanites libéré par La Ligue des ombres.

### Cinéma

#### Batman(1966)
- Dans le film de 1966, Batman, Bruce Wayne est à la tête de la Fondation Wayne, décrite comme une organisation de renommée mondiale dédiée à la paix et la compréhension entre les nations.

#### Tétralogie de Tim Burton / Joel Schumacher
- Dans le film de 1989, Batman, il n'est fait aucune mention d'entreprises dirigées par Bruce Wayne. Au début du film, lors du dîner de presse donné par Harvey Dent, il y a un siège au nom de Bruce Wayne, qui est vide parce qu'il est occupé ailleurs en tant que Batman, suggérant qu'il finance la campagne de Dent. Dans la scène du casino au Manoir Wayne, Vicki Vale lui demande ce qu'il fait pour subvenir à ses besoins, mais il est interrompu par Alfred avant d'avoir pu répondre.

- Dans la suite de 1992, Batman : Le Défi, il n'est toujours fait aucune mention de Wayne Entreprise. Cependant, Bruce est montré assistant à une réunion avec Max Shreck, ce qui suggère qu'il est connu comme un actionnaire détenant des participations dans diverses sociétés.

- Dans le film de 1995, Batman Forever, Wayne Enterprises est finalement présentée avec Bruce Wayne à sa tête comme Directeur général et Fred Stickley à la tête du département de la recherche jusqu'à son meurtre perpétré par Edward Nygma, un employé du département. Derrière son bureau dans le bureau principal, Bruce peut accéder à un tunnel qui le transporte jusqu'au Manoir Wayne. Dans les scènes non retenues, la Fondation Wayne est mentionnée par Bruce et par Alfred.

- Dans la suite de 1997, Batman et Robin, il est dit que Wayne Enterprises a financé les recherches du Dr. Jason Woodrue, alias Floronic Man, jusqu'à ce que Bruce découvre ses intentions après que Poison Ivy ait trouvé sur lui un bécher portant le logo de Wayne Enterprises. L'entreprise est à nouveau brièvement mentionnée lors de la remise du télescope géant à l'Observatoire de Gotham, qui s'avère plus tard comme étant une arme givrante de Mr Freeze.

#### Trilogie de Christopher Nolan
- Dans le film de 2005 Batman Begins, un membre du conseil d'administration, William Earle (Rutger Hauer), reprend la direction de la société après la mort de Thomas et Martha Wayne. Il assure à Bruce que la société va être en de bonnes mains jusqu'à ce qu'il soit assez vieux pour la diriger. Après la disparition de Bruce, Earle déclare ce dernier légalement mort afin de poursuivre son plan de faire de Wayne Enterprises une société à capital ouvert. Toutefois, en raison de l'acte signé par Bruce laissant tout son argent et ses biens à Alfred, Earle ne peut liquider sa participation majoritaire, ce qui lui aurait permis une prise de contrôle totale de Wayne Entreprises. Lorsque Bruce revient finalement à Gotham, il ne montre pas de réel intérêt à reprendre la direction des affaires familiales, s'accordant simplement un fond spécial, lui permettant d'assurer son train de vie. Au lieu de cela, il choisit de travailler dans la Division des Sciences Appliquées avec Lucius Fox, responsable de la Division. Il les utilise pour créer des équipements de haute technologie dans sa guerre contre le crime. À la fin du film, lorsque Wayne Entreprises devient une société à capital ouvert, Bruce révèle qu'il en est l'actionnaire majoritaire grâce à la création d'un certain nombre de sociétés écrans qu'il a créé en utilisant son fonds spécial. Il licencie William Earle et nomme Fox comme Directeur général. Selon Forbes' 25 Largest Fictional Companies, Wayne Enterprises est estimée à $31,3 milliards en 2007[3].

- Wayne Enterprises apparait dans Batman: Gotham Knight (série de 6 courts métrages animés entre Batman Begins et The Dark Knight : Le Chevalier noir).

- Dans la suite de 2008, The Dark Knight : Le Chevalier noir, Lucius Fox est toujours le Directeur général de Wayne Enterprises. Le Département Recherche et développement de la compagnie produit quantité de matériaux et substances spéciaux aidant Bruce Wayne dans son travail de justicier. Par ailleurs, il utilise également les autres ressources de son entreprise à cette fin. Par exemple, il demande à Fox d'organiser une réunion d'affaires avec un magnat chinois nommé Lau (Chin Han) afin de "voir de plus près" les pratiques commerciales de Lau et confirmer ses soupçons que Lau et sa compagnie, LSI Holdings, trempe avec la Mafia dans des opérations de blanchiment d'argent. Il demande également à Fox de construire des composants pour son nouveau costume de Batman. Batman utilise également la nouvelle technologie de photoluminescence de la société pour irradier légèrement une grande quantité de billets de banque pour que les policiers du Département des Crimes Majeurs de Gotham puissent suivre l'argent de la Mafia et identifier les banques de la ville qui les aident dans le blanchiment d'argent. Plus loin dans le film, Batman utilise une technologie sonar développée par Fox pour traquer et capturer le Joker. En outre, une intrigue secondaire du film implique un employé d'une fiduciaire de Wayne Enterprises, Coleman Reese, qui découvre accidentellement l'identité secrète de Bruce Wayne lors de l'examen du budget de l'entreprise, et tente de faire chanter Wayne et Fox. En fin de compte, Reese est sauvé "accidentellement" du Joker par Batman. Il décide de ne pas révéler sa découverte et démissionne de Wayne Enterprises.

- Dans la suite de 2012 The Dark Knight Rises, Wayne Enterprises est présentée comme étant dans une mauvaise passe après que l'entreprise ait investi d'énormes sommes d'argent dans la recherche sur un nouveau projet d'énergie par la fusion. Une série d'investissements effectués frauduleusement au nom de Bruce mène Wayne Enterprises au bord de la faillite, donnant une occasion au magnat des affaires John Daggett d'acheter l'entreprise. Bruce enrôle la fortunée Miranda Tate en lui demandant d'acheter une participation majoritaire dans la société ce qui lui permettrait de sauver et de protéger le réacteur nucléaire. En contre-partie, Bruce doit soutenir sa nomination au poste de nouveau président et directeur général de l'entreprise. En cas de décès de l'un et l'autre, l'ensemble de ses actifs et parts majoritaires seraient vendus pour payer les dettes. Finalement, la société continue à fonctionner et Fox redevient Directeur général. La Fondation Wayne est également mentionnée comme donateur d'un orphelinat de Gotham City, celui où John Robin Blake a grandi, et dont le financement sera interrompu après la chute de la rentabilité de l'entreprise

La Tour Wayne dans la trilogie de Christopher Nolan
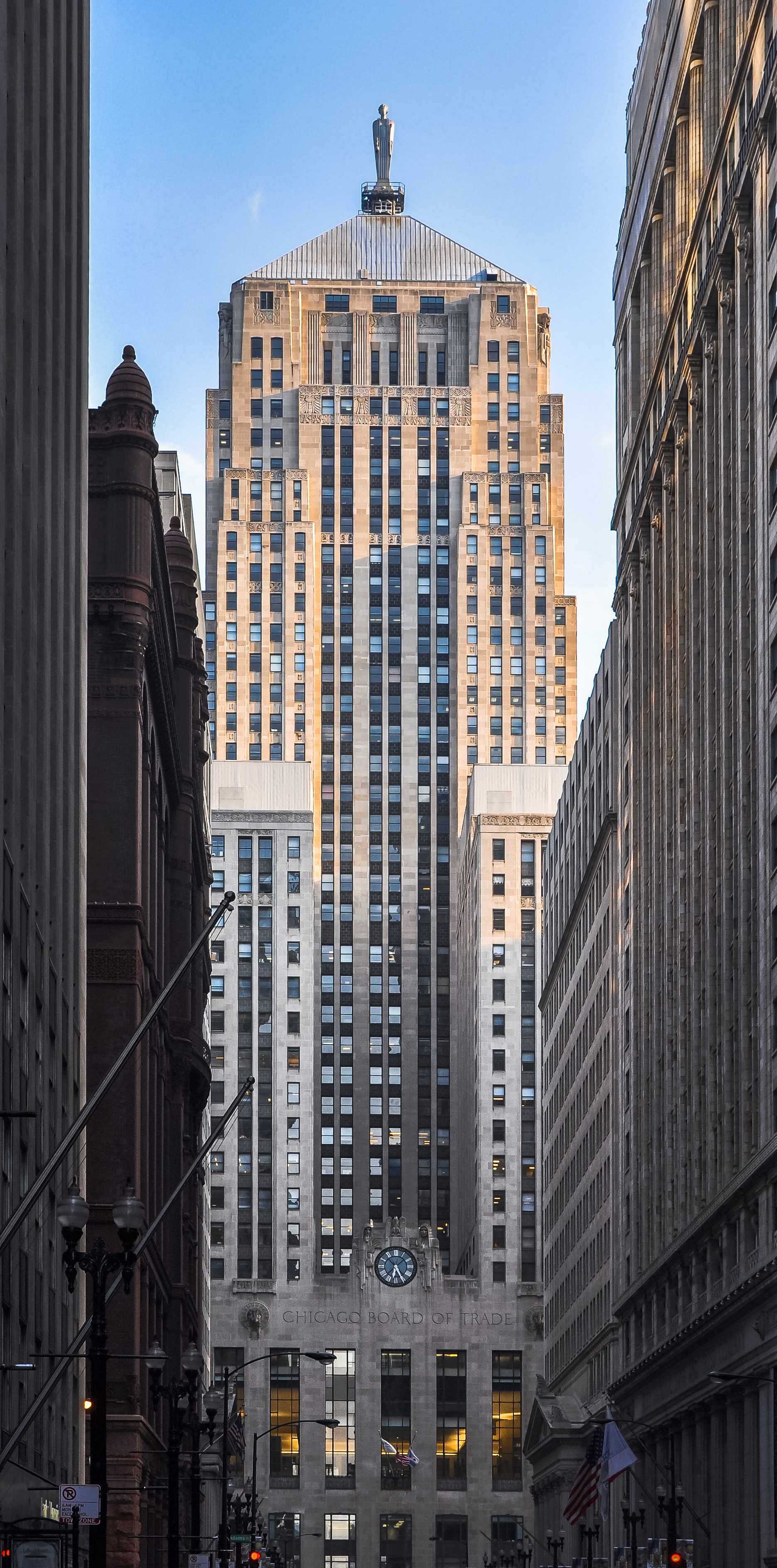
Le Chicago Board of Trade Building dans Batman Begins.
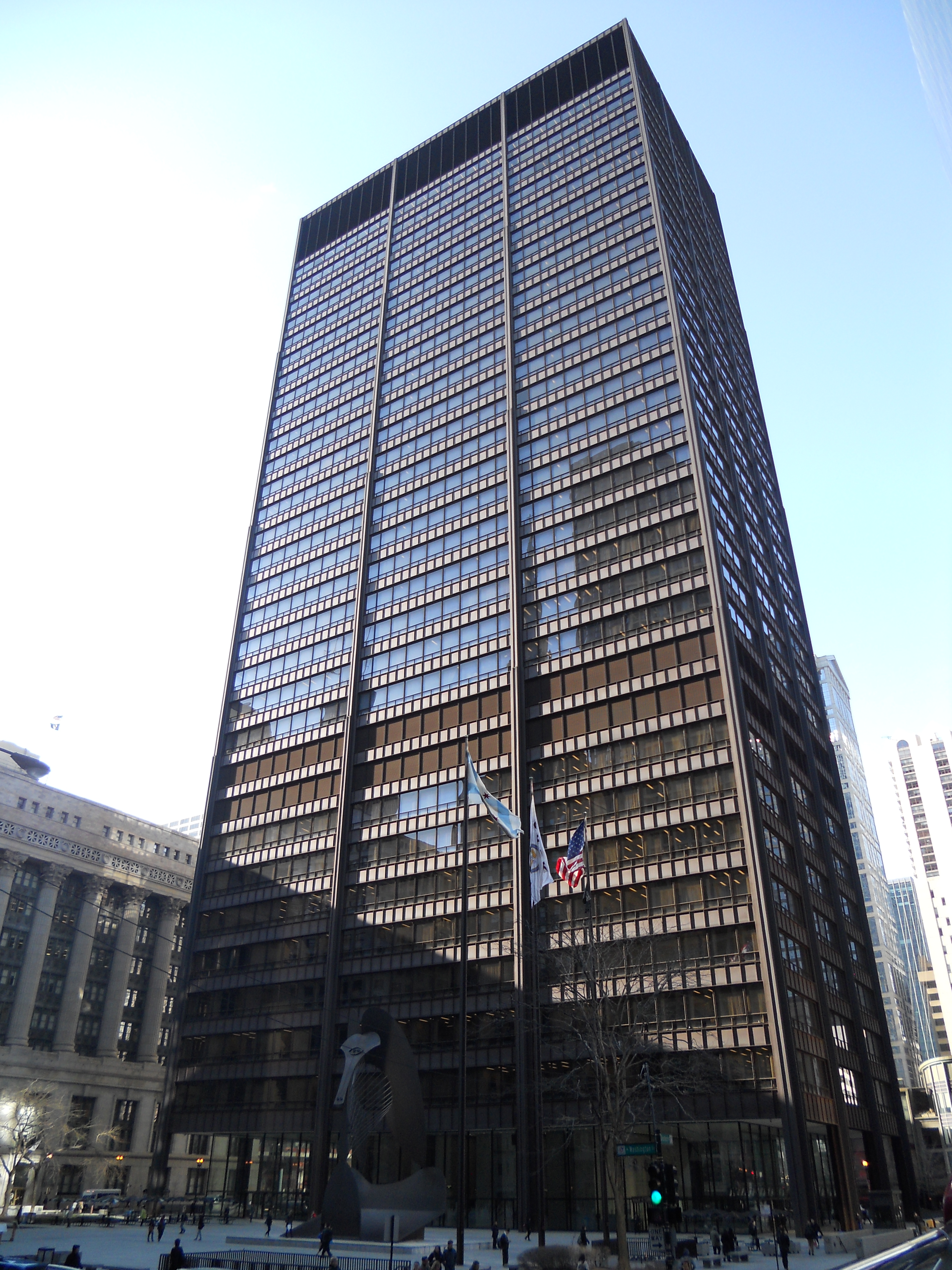
Le Richard J. Daley Center dans The Dark Knight : Le Chevalier noir.
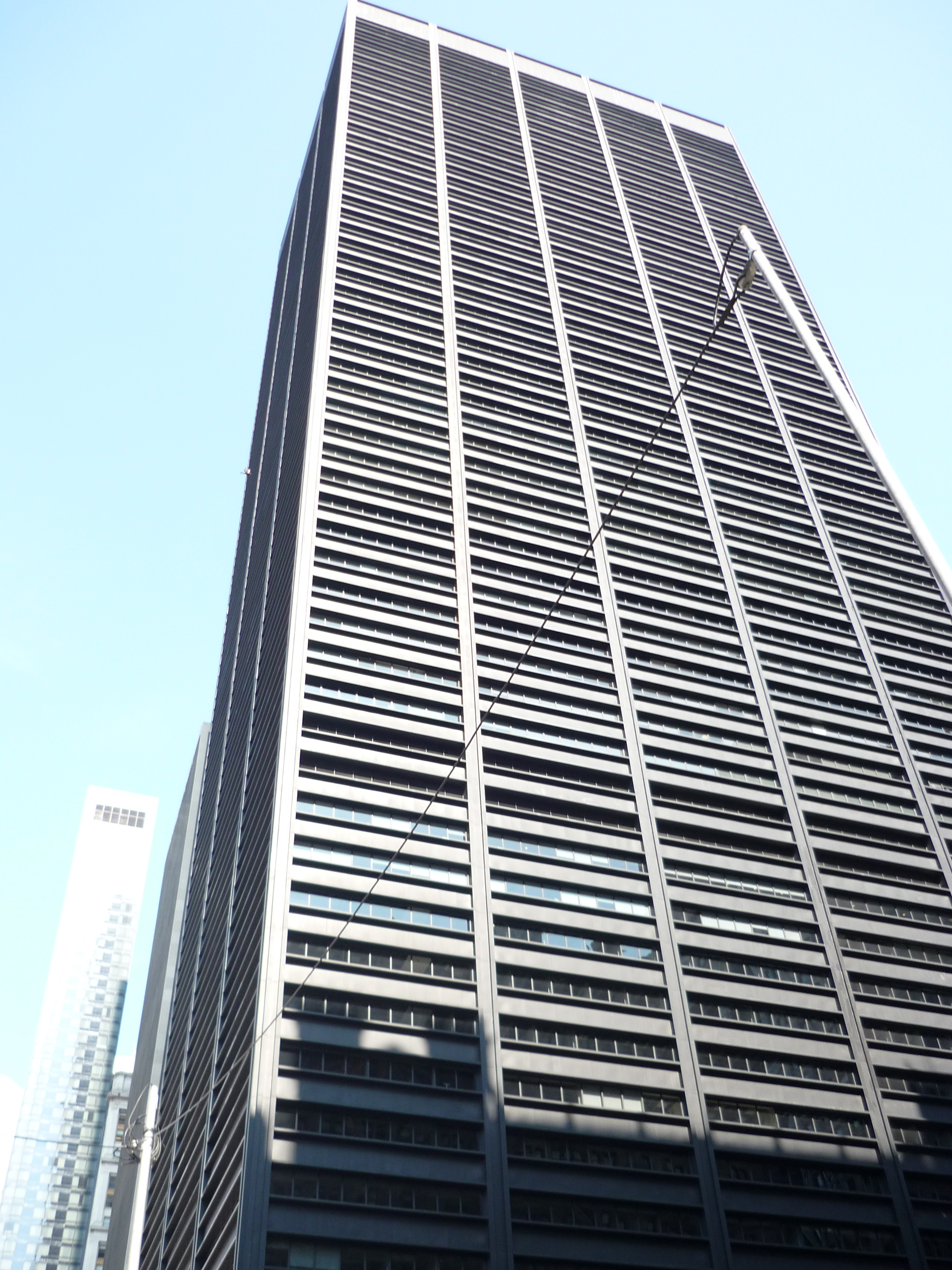
Le One Liberty Plaza dans The Dark Knight Rises.

#### Man of Steel
- Dans le film Man of Steel, le Général Zod détruit un satellite portant le logo de Wayne Enterprises. Le logo de Wayne Enterprises est le même que celui dans Batman Begins[5].

### Jeux vidéo
- La Wayne Enterprises Tower apparait dans la trilogie Arkham - Batman: Arkham Asylum, Arkham City, et Arkham Origins - où on peut la voir au loin. Dans le premier volet, Wayne Enterprises est la réponse à l'une des énigmes de Riddler : « Quelle est la plus familiale des tours de Gotham City ? »

Dans le dernier volet de la licence vidéo-ludique Batman: Arkham : Batman Arkham Knight, on peut rentrer dans la Tour Wayne comme bon vous semble notamment dans l'aventure principale et une des missions secondaires mais aussi rencontrer Lucius Fox à plusieurs reprises.
- Wayne Enterprises Tower apparait dans DC Universe Online. Elle est située dans le quartier des diamantaires tandis que le Wayne Enterprises Bulding original est situé dans l'East End.
- Wayne Enterprises Tower apparait dans Lego Batman 2: DC Super Heroes. On la voit être attaquée par l'équipe formée de Lex Luthor et du Joker jusqu'à ce que la Ligue de justice d'Amérique les empêche de le détruire. Il sera reconstruit par la suite.